# Río Panao
Der Río Panao, im Oberlauf Quebrada Llorayaco, ist ein etwa 45 km langer rechter Nebenfluss des oberen Río Huallaga in Zentral-Peru in der Region Huánuco.

## Flusslauf
Der Río Panao hat seinen Ursprung in einem Bergsee unterhalb der Südflanke des Cerro Cruz Punta. Das Quellgebiet liegt im Westen der peruanischen Zentralkordillere auf einer Höhe von ungefähr 4160 m im Nordosten des Distrikts Ambo (Provinz Ambo). Am Oberlauf liegt der See Laguna Estanco. Der Río Panao fließt anfangs nach Norden, wendet sich jedoch allmählich in Richtung Nordnordost. Sein Flusslauf liegt mit Ausnahme des Quellgebietes in der Provinz Pachitea. Der Río Panao passiert die Ortschaften Callagan Manzano und Huaricacha. Bei Flusskilometer 19 befindet sich die Kleinstadt Molino am rechten Flussufer. Im Anschluss wendet sich der Río Panao nach Nordosten. Bei Flusskilometer 15 liegt die Provinzhauptstadt Panao einen knappen Kilometer südöstlich des Flusslaufs. Auf den letzten 3 Kilometern wendet sich der Río Panao nach Nordwesten und mündet auf einer Höhe von etwa 1626 m in den nach Osten strömenden Río Huallaga.

## Einzugsgebiet
Der Río Panao entwässert ein Areal von etwa 435 km². Das Einzugsgebiet erstreckt sich über den Nordwesten der Provinz Pachitea sowie einen kleinen Teil im Osten der Provinz Ambo. Es grenzt im Westen und im Norden an das des oberstrom gelegenen Río Huallaga, im Südosten an das des Río Santa Clara sowie im Nordosten an das des abstrom gelegenen Río Huallaga.